# Lensk
Lensk (en russe : Ленск) est une ville de la république de Sakha, en Russie. Lensk est le premier port sur le cours supérieur de la Léna. Sa population s'élevait à 23 660 habitants en 2017

## Géographie
Lensk est située en Sibérie centrale, sur la rive gauche du fleuve Léna. Elle se trouve à 802 km à l'ouest de Iakoutsk et à 4 297 km à l'est de Moscou.

### Climat
| Mois                              | jan.  | fév.  | mars  | avril | mai  | juin | jui. | août | sep. | oct. | nov.  | déc.  | année |
| --------------------------------- | ----- | ----- | ----- | ----- | ---- | ---- | ---- | ---- | ---- | ---- | ----- | ----- | ----- |
| Température minimale moyenne (°C) | −32,9 | −29,6 | −21,9 | −10,3 | 0    | 7,4  | 11,1 | 8    | 1,2  | −8,7 | −23,8 | −32,1 | −11   |
| Température moyenne (°C)          | −28,8 | −24,1 | −14,6 | −3,5  | 6,4  | 14,8 | 17,8 | 14,4 | 6,2  | −4,8 | −19,5 | −28   | −5,3  |
| Température maximale moyenne (°C) | −24,8 | −18,5 | −7,2  | 3,2   | 12,8 | 22,1 | 24,6 | 20,8 | 11,1 | −0,9 | −15,2 | −23,9 | 0,3   |
| Précipitations (mm)               | 19,6  | 14,8  | 13,9  | 17,3  | 30,1 | 46,4 | 62,3 | 62   | 44,4 | 35,9 | 30,8  | 22    | 399,5 |

## Histoire
La première implantation remonte à 1663, date à laquelle une agglomération fut créée sous l'appellation de Moukhtouïa dans ce lieu appelé Mouthouï. Aux XIXe et XXe siècles, c'est un lieu de déportation pour les exilés politiques.
Durant le XXe siècle, l'agglomération connaît un développement rapide à la suite de la découverte et de la mise en exploitation d'un gisement de kimberlite riche en diamant, dans le bassin de la Viliouï, affluent de la Léna. Plus proche agglomération de la mine principale de Mir et de la ville associée de Mirny, Moukhtouïa devint un centre de traitement du diamant. En 1956, une route est construite entre Moukhtouïa et la future Mirny et le port est réalisé. La localité acquiert le statut de commune urbaine en 1957 puis celui de ville en 1963, prenant alors le nom de Lensk.
En 2001, la crue de la Léna détruisit pratiquement tous les bâtiments de la ville, dont les habitants durent être évacués par hélicoptère. Depuis elle a été reconstruite aux frais d'Alrosa, la principale société d'extraction de diamants opérant dans la région.

## Population
Recensements (*) ou estimations de la population
| 1939* | 1959* | 1970*  | 1979*  | 1989*  | 2002*  |
| ----- | ----- | ------ | ------ | ------ | ------ |
| 2 200 | 7 894 | 16 758 | 23 966 | 30 260 | 24 558 |

| 2010*  | 2013   | 2014   | 2015   | 2016   | 2017   |
| ------ | ------ | ------ | ------ | ------ | ------ |
| 24 966 | 24 322 | 23 948 | 23 725 | 23 693 | 23 660 |

## Économie
Lensk est devenue grâce à son port, un centre important pour l'industrie du diamant extrait dans la région. Lensk possède également une importante industrie du bois. Le centre de recherche scientifique de Iakoutalmaz est installé à Lensk.

## Transports
La ville est reliée à Mirny par la route et dispose de relations aériennes avec Mirny, Iakoutsk et Irkoutsk.

## Centres d'intérêts
Lensk dispose d'un muséum d'histoire qui est une annexe de l'Institut polytechnique d'Irkoutsk. À 7 km au sud-ouest de la ville, il existe une grotte creusée dans le karst comportant une chute d'eau de 25 mètres de haut et un lac karstique.